# Selim Mirza
Selim Mirza – nowela Henryka Sienkiewicza, którą napisał w 1876. Trzecia część tzw. "małej trylogii", na którą składają się także Stary sługa i Hania. Akcja noweli miała toczyć się w czasie powstania styczniowego, jednak ze względów cenzuralnych Sienkiewicz przeniósł ją do Francji czasów wojny francusko-pruskiej. Selim Mirza, napisany w stylu Alexandre'a Dumasa, zawiera pewne wątki autobiograficzne. Brat autora, Kazimierz Sienkiewicz, zginął w czasie wojny francusko-pruskiej.